# Universidad del CEMA
La UCEMA (o Universidad del CEMA) es una universidad privada ubicada en Buenos Aires, Argentina. Nació en 1978 como el Centro de Estudios Macroeconómicos de Argentina (CEMA) y fue fundada en 1995 como el Instituto Universitario CEMA, pionero en programas de educación superior en las áreas de economía, política, administración y finanzas en Argentina. Ofrece once carreras de grado, doce programas de posgrado y brinda una  oferta en programas de educación ejecutiva. Los fundadores de la Asociación Civil Universidad del CEMA, según consta en el artículo 32 de su Estatuto Social, han sido los Sres. Carlos Alfredo Rodríguez, Roque Benjamín Fernández, Pedro Pou, Orlando Joaquín Ferreres, Domingo Nicolás Catena, Martín Lagos, Manuel Sacerdote, Fernando Jorge de Santibañes.

## Historia

### Fundación
Los inicios de la Universidad del CEMA datan del año 1978, año en que comenzó su actividad el Centro de Estudios Macroeconómicos de Argentina (CEMA) en 1987 el máster en Dirección de Empresas (MBA) y a principios de la década de 1990, los máster en Finanzas (MAF), en Dirección Bancaria (MDB) y en Agronegocios (MAGRI).
A lo largo de los años las actividades docentes se fueron extendiendo progresivamente a otros campos profesionales y en 1995 el centro de estudios se transformó en un instituto universitario. 
Posee un Departamento de Ciencias Políticas, que comenzó a ofrecer la Maestría en Ciencias del Estado (MACE) y, a partir del año 2000, la Licenciatura en Ciencias Políticas. Se agregó la Maestría en Evaluación de Proyectos (MEP), dictada en conjunto con el Instituto Tecnológico de Buenos Aires - ITBA.
En el año 2000 la Universidad del CEMA comenzó a dictar el Doctorado en Economía, continuando luego con el Doctorado en Dirección de Empresas y el Doctorado en Finanzas. En el año 2003, después de afianzarse en el ámbito de economía, negocios y ciencias sociales, se creó el Departamento de Ingeniería y se empezó a dictar la carrera de Ingeniería en Informática. Las carreras de Relaciones Internacionales y Marketing se sumaron a la oferta académica a partir de 2009 y la Licenciatura en Recursos Humanos a partir de 2015.
El conjunto integral de las acciones realizadas en la Universidad  incluye los campos de negocios, economía aplicada, política, política económica, finanzas e ingeniería; dentro de un marco de educación humanística y liberal. Permite el acercamiento a la comunidad brindando asistencia técnica y científica a los gobiernos, a la comunidad académica y al mundo de los negocios.[cita requerida]

## Ubicación y sedes

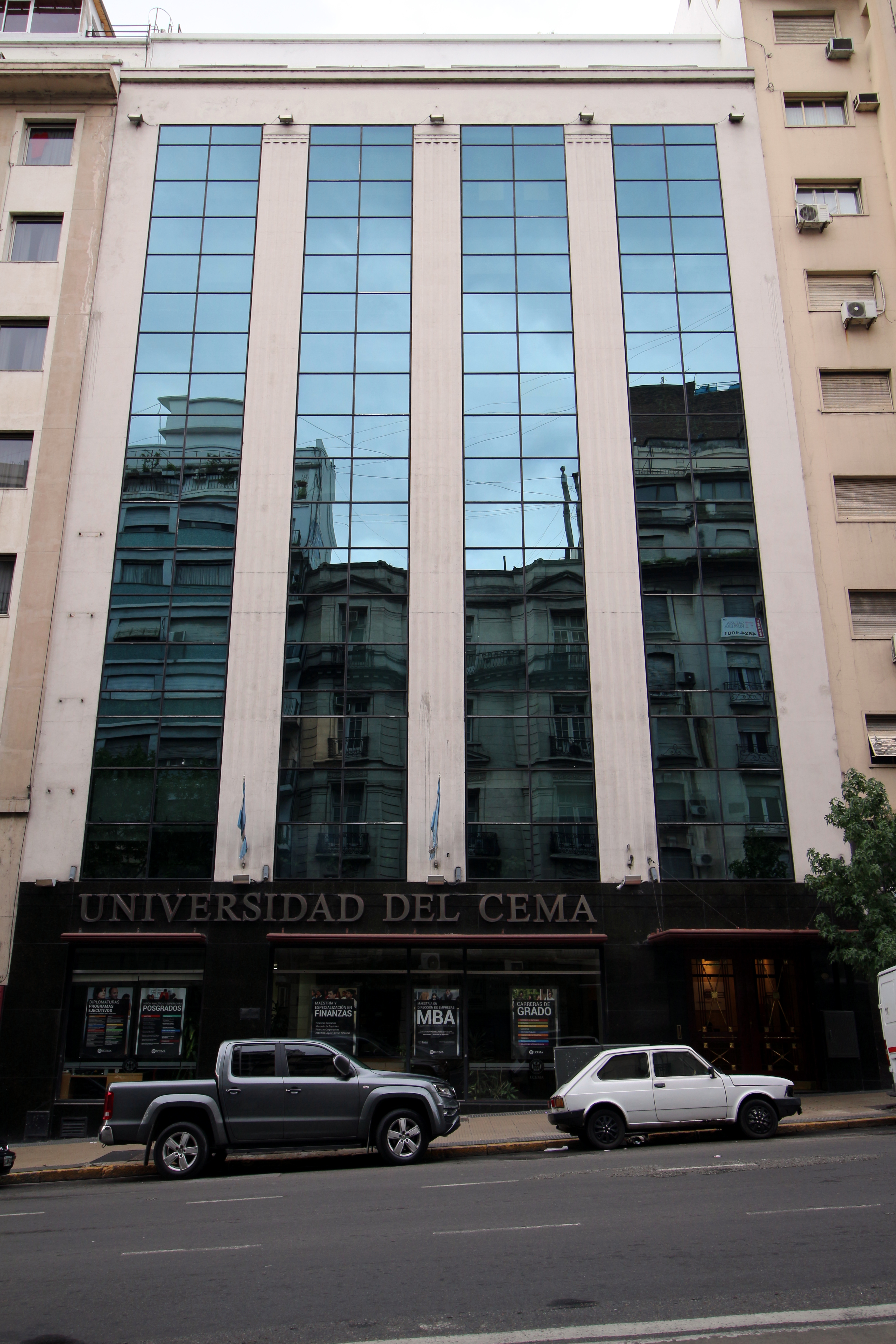
Sede Central.

La universidad se encuentra ubicada a metros de la intersección de las avenidas Córdoba y Leandro N. Alem. Su ubicación en el centro neurálgico de la ciudad permite el acceso rápido y directo desde todos los puntos del Gran Bs. As. y la Ciudad Autónoma de Bs. As.
- Sede Central:

Av. Córdoba 374, Ciudad de Buenos Aires
- Sede Reconquista:

Reconquista 775, Ciudad de Buenos Aires
- Sede Finanzas

Av. Córdoba 637 (y peatonal Florida), Ciudad de Buenos Aires
La Universidad cuenta con más de sesenta oficinas para profesores e investigadores, más de treinta aulas con capacidad para cuarenta estudiantes, doce salas de estudio silenciosas, salas de descanso y esparcimiento, aula magna, salón de usos múltiples, auditorio, biblioteca totalmente informatizada, centro de cómputos, centros de copiado y bar.

### Biblioteca Adrián Guissarri
La Biblioteca UCEMA nació junto al Centro de Estudios Macroeconómicos (CEMA) en el año 1978 en la calle Virrey del Pino 3210 y contaba con un catálogo manual que el usuario debía consultar in situ. El 30 de octubre de 2007 la Biblioteca UCEMA pasó a denominarse Biblioteca Adrián Guissarri, en homenaje al economista, usuario de la Biblioteca y unos de sus más grandes benefactores: donó a la Institución su biblioteca personal.
La Biblioteca Adrián Guissarri actualizó sus servicios con el paso del tiempo y hoy su colección está conformada por material impreso, bases de datos en línea, libros electrónicos, etc. En la actualidad la Biblioteca se encuentra ubicada en la sede de la UCEMA de la Av. Córdoba 374.

## Programas ofrecidos

### Grado
- Abogacía
- Actuario
- Contador Público
- Ingeniería en Informática
- Licenciatura en Administración de Empresas
- Licenciatura en Analítica de Negocios
- Licenciatura en Ciencias Políticas
- Licenciatura en Economía
- Licenciatura en Economía Empresarial
- Licenciatura en Finanzas
- Licenciatura en Marketing
- Licenciatura en Negocios Digitales
- Licenciatura en Artes Liberales
- Licenciatura en Relaciones Internacionales

### Posgrado
- Maestría en Dirección de Empresas
- Doctorado en Dirección de Empresas
- Maestría en Economía
- Doctorado en Economía
- Maestría en Finanzas
- Doctorado en Finanzas
- Maestría en Agronegocios
- Maestría en Ciencias del Estado
- Maestría en Evaluación de Proyectos
- Maestría en Estudios Internacionales
- Especialización en Finanzas
- Especialización en Gestión de Proyectos
- Posgrado en Managment
- Posgrado en Marketing
- Posgrado en Negocios Digitales
- Posgrado en Recursos Humanos

### Ejecutivos
- Finanzas de Empresas
- Mercado de Capitales
- Dirección de Empresas
- Agronegocios
- Marketing
- Competencias Organizacionales
- Finanzas corporativas
- Certificación Internacional en Ética y Compliance
- Gestión personal de inversiones financieras
- Investigación de Mercados
- Prevención de lavado de activos, lavado de dinero proveniente del narcotráfico y financiamiento del crimen organizado

## Investigación y publicaciones
La institución tiene cinco centros de investigación propios: Centro de Economía Aplicada (CEA), Centro de Economía de la Creatividad (CEC), Centro de Investigaciones en Management, Emprendedurismo e Inversiones (CIMEeI), Centro Interdisciplinario de Política, Negocios y Economía y Centro de Estudios de Organizaciones y Productividad (CEOP).
Además la UCEMA ha creado y distribuye mundialmente el Journal of Applied Economics. También edita la revista Temas de Management y Revista UCEMA.
La CPE evalúa el costo de una canasta de consumo representativa para el grupo familiar de un profesional ejecutivo.

## Vida de estudiante

### Deporte
La UCEMA participa activamente de los torneos deportivos organizados por la Asociación de Deportes Amateur Universitaria (ADAU). Los equipos de la UCEMA intervienen en tenis, ajedrez, fútbol y golf. La actividad física y los encuentros deportivos se desarrollan durante los fines de semana y los entrenamientos se realizan los días de semana en horario vespertino. Además de estos, hay prácticas de fútbol organizadas por alumnos de la universidad. 

## Acreditaciones

### Membresías
- Ministerio de Educación, Ciencia y Tecnología de la Nación Argentina
- AMBA (The Association of MBAs, UK)
- CFA Program Partner Institution[2]
- Maestría en Finanzas y Diplomatura en Mercado de Capitales incluidas en el registro de programas para certificar idoneidad de la Comisión Nacional de Valores de la República Argentina